# Tolke
Tolke is een woonplaats in de gemeente Schagen in de provincie Noord-Holland. Een klein deel ligt binnen de gemeente Hollands Kroon.
Tolke ligt net ten zuiden van de stad Schagen en het gehucht Tjallewal. De plaats is ontstaan nabij de plek waar de Wallevaart overgaat in de Schagervaart. Er werd op die plek oorspronkelijk tol geheven. Uiteindelijk ontstond er zo een kern van bewoning, die tol werd geheven door en voor Schagen. Op een kaart van ± 1560 stond de benaming, Tolke al aangegeven. In 1639 werd de plaats ook nog Schager Tolcker, Tolcker was een variant op Tolhekken, de benaming voor de plaats waar men de tol hief. In de loop van de 18e eeuw verdwijnt voorvoegsel Schager. Inmiddels is de vaartaansluiting zo goed als verdwenen en ligt de kern van Tolke verdeeld over de Tolkerdijk. De Tolkerdijk loopt van de N241 en de Valkkoogerdijk van Valkkoog. En zo is de huidige kern veel groter dan die oorspronkelijk was.
Burgerbrug · Burgervlotbrug · Callantsoog · Dirkshorn · Eenigenburg · Groenveld · Groote Keeten · Krabbendam · Oudesluis · Petten · 't Rijpje · Schagen · Schagerbrug · Schoorldam (deels) · Sint Maarten · Sint Maartensbrug · Sint Maartensvlotbrug · Stroet · Tjallewal · Tolke (deels) · Tuitjenhorn · Valkkoog · Waarland · Warmenhuizen · 't Zand

Buurtschappen: Abbestede · Avendorp · Bliekenbos · 't Buurtje · De Banne · Burghorn · Cornelissenwerf · Dijkstaal · Grootven · Grotewal · Het Korfwater · De Hale · Hemkewerf · Huiskebuurt · Kalverdijk · Keinse · Keinsmerbrug · Kerkbuurt · Lagedijk · Leihoek · Mennonietenbuurt · Nes · Schagerwaard · Sint Maartenszee · Slootgaard · De Stolpen · Stolpervlotbrug · Vennik (deels) · 't Wad · De Weel (deels) · Woudmeer · Zijbelhuizen · Zijpersluis

Dorpen en gehuchten: Anna Paulowna · Barsingerhorn · Breezand · Den Oever · Haringhuizen · Hippolytushoef · De Haukes · Kleine Sluis · Kolhorn · Kreil · Kreileroord · Lutjewinkel · Middenmeer · Moerbeek · Nieuwe Niedorp · Nieuwesluis · Oosterklief · Oosterland · Oude Niedorp · Slootdorp · Smerp · Stroe · De Strook · Terdiek · Tolke (deels) · Van Ewijcksluis · Vatrop · 't Veld · Verlaat (deels) · Westerklief · Westerland · Wieringerwaard · Wieringerwerf · Winkel · Zijdewind

Buurtschappen: Blokhuizen · Dam · De Belt · De Bomen · De Elft · Emaus · Gelderse Buurt · De Gest · Groetpolder · Hanedoes · De Heid · De Hoelm · Hogebieren · Hollebalg · De Kampen · Langereis (deels) · De Leijen · Lutjekolhorn · Mientbrug · Noord-Stroe · Noordburen · Noorderbuurt · De Normer · Poolland · Spoorbuurt · Tin · Vennik (deels) · Wateringskant · De Weel (deels) · De Weere · Westeinde  · Zandburen

Noord-Holland: Steden en dorpen    Nederland: Provincies · Gemeenten